# Comuna Șîdlivți, Cemerivți
Șîdlivți (în ucraineană Шидлівці) este o comună în raionul Cemerivți, regiunea Hmelnîțkîi, Ucraina, formată din satele Krîkiv, Mala Zelena, Șîdlivți (reședința), Velîka Zelena și Viktorivka.

## Demografie
Componența lingvistică a comunei Șîdlivți
     Ucraineană (98,98%)
     Alte limbi (1,03%)
Conform recensământului din 2001, majoritatea populației comunei Șîdlivți era vorbitoare de ucraineană (98,98%), existând în minoritate și vorbitori de alte limbi.